# Zerbaghali
Zerbaghali, auch zerbagali, zirbaghali (persisch زيربغلى, DMG zīr-baġalī, nach afghanischer Aussprache auch zēr-baġalī, „unter der Achselhöhle [zu spielendes Instrument]“), ist eine einfellige, kelchförmige Bechertrommel, die in der Volksmusik Afghanistans gespielt wird.

## Herkunft und Verbreitung
Die Form der zerbaghali ist persischen Ursprungs. Im Unterschied zu der in Iran gespielten tombak, die einen hölzernen Korpus hat, wird das in ganz Afghanistan in der Volksmusik verbreitete Instrument aus Ton hergestellt. Die tombak ist eine Trommel der klassischen iranischen Musik. Beide gehören zur Gruppe der im orientalischen Raum traditionell meist aus Ton gefertigten Bechertrommeln, von der derbuka in Marokko über die darabukka in Ägypten bis zur doumbek in Aserbaidschan. Im tadschikischen Teil des Pamirgebirges begleitet die aus Holz oder Ton bestehende Bechertrommel tablak (tavlak) in tadschikischen Ensembles Volkslieder und Tänze. Von diesen einseitig mit Fell bespannten und am Fuß offenen Trommeln unterscheidet sich das aus Indien stammende und seit Anfang des 20. Jahrhunderts in Afghanistan verbreitete Kesseltrommelpaar tabla, das einen geschlossenen Resonanzkörper hat. Der dritte Trommeltyp in Afghanistan ist die typische paschtunische Doppelmembrantrommel doholak, die im Sitzen mit den Händen geschlagen wird, und die ähnliche, aber größere, ebenfalls aus der Region stammende dohol, die mit einem Band um den Hals gehängt im Stehen und mit Stöcken gespielt wird.

## Bauform und Spielweise
Der Tonkorpus kann glasiert oder unglasiert sein. Haltbarer als zerbaghalis aus Ton, aber wesentlich teurer, sind einige nur selten hergestellte Modelle aus Maulbeerbaumholz. Die Membran besteht aus aufgespannter und am Rand zusammen mit einem roten Stoffstreifen festgeklebter Ziegenhaut. Bei Bedarf wird das Instrument vor dem Spiel über ein Feuer gehalten, um die Haut zu straffen oder befeuchtet, um sie für einen tieferen Ton zu dehnen. Bei einigen Instrumenten in jüngerer Zeit zeigt die Membran einen runden schwarzen Fleck in der Mitte. Diese Stimmpaste (siyahi) wird bei persischen tombaks nicht aufgetragen und verweist auf indischen Einfluss. Bei manchen modernen Trommeln aus Holz ist die Membran um einen Ring gelegt und wird durch metallene Zuganker gespannt. Die Größe kann sehr unterschiedlich sein, üblich sind 30 Zentimeter Durchmesser und eine Länge von 45 Zentimetern. Die Tontrommeln werden im Norden lokal hergestellt. Für den Süden werden die meisten Trommeln im Töpferzentrum Istalif gebrannt.
Der Spieler sitzt im Schneidersitz am Boden und hält die Trommel unter der linker Achsel, alternativ legt er sie waagrecht über die Beine. Geschlagen wird vorwiegend mit der rechten Hand. Die Spieltechnik ist von der persischen tombak und der indischen tabla übernommen. Die Finger der rechten Hand schlagen mehr die tiefen Töne im Zentrum, die der linken Hand produzieren die hohen Töne am Rand und durch Eindrücken des Fells bei gleichzeitigem Schlagen mit der Rechten einen jaulenden Klang. Daumen werden nicht benutzt. Gelegentliche Gesten wie das Hochreissen der rechten Hand zeigen, dass die zerbaghali ein Instrument der Tanzbegleitung ist.

## Verwendung
Im ländlichen Bereich Afghanistans wird für das Zerbaghali-Spiel keine besondere Qualifikation vorausgesetzt, weshalb sich keine spezielle Schlagtechnik herausgebildet hat. Es fehlen (bis auf eine Ausnahme) die Namen bekannter Virtuosen auf der zerbaghali. Sie kann anstelle der Rahmentrommel dāireh als Soloinstrument bei Tanzvorführungen gespielt werden. Die zerbaghali wird von allen Volksgruppen des Landes gespielt, ist aber in den nördlich angrenzenden Regionen nicht bekannt. Auch in den Städten blieb die Trommel überwiegend der Amateurmusik vorbehalten, bei der höfischen afghanischen Musik wurden der Gesang und das afghanische Nationalinstrument rubāb von der Doholak oder der Tabla begleitet. Ländliche Amateurmusik bestand aus rubab, der Langhalslaute tanbur, verschiedenen Flöten und der zerbaghali.
Anfang des 20. Jahrhunderts war die zerbaghali in Herat nicht gebräuchlich. Wichtiger war damals die dohol. Ab den 1950er Jahren wurde die zerbaghali in den Teehäusern Herats als Begleitung der aus Persien stammenden Langhalslaute dutār eingeführt. In den 1970er Jahren waren Dutār-Bands beliebt, die eine 14-saitige dutār, ein indisches Harmonium oder ein rubāb und eine zerbaghali verwendeten. Bei der 1978 und 1979 teilweise in Afghanistan aufgenommenen Doppel-LP Embryo’s Reise der deutschen Gruppe Embryo spielt der Musiker Malang Negrabi auf zwei Stücken zerbaghali.
Frauenbands bevorzugen die dāireh, die sie in Amateurbands auf Hochzeiten zur Gesangsbegleitung zusammen mit dem Harmonium einsetzen. Es gab einige Frauen in den 1970er Jahren, die auch zerbaghali spielten. Zur Begleitung der weiblichen Hochzeitsgäste spielen die Musikerinnen zerbaghali und die Bambusflöte tula.
Bis Ende der 1970er Jahre gab es in afghanischen Städten eine ausgeprägte Musikkultur. Die Bandbreite reichte von der Musik in Teehäusern, die bei freiem Eintritt einen dutār- und einen zerbaghali-Spieler zusammen mit Amateuren auf anderen Instrumenten aus dem Publikum boten, bis zu professionellen Sazandeh-Gruppen. Diese wurden von bekannten Sängern wie Amir Mohammad um sich gebildet. In größerer Besetzung kamen neben den genannten afghanischen Instrumenten gelegentlich dilruba und tanpura hinzu, um den Klang, dem indischen Einfluss entsprechend zu erweitern.

## Diskografie
- Abdul Majid (Tanbur), Golam Nabi (dilruba), Malang (zerbaghali), Gholam Hassan (sarinda) u. a.: Afghanistan – Music from Kabul. Aufgenommen 1973. Als CD bei Lyrichord Archive Series
- Bangicha (Zerbaghali) u. a.: Afghanistan. A Journey to an Unknown Musical World. Aufgenommen 1974 vom WDR. Als CD bei Network 1994. (4 Stücke mit Zerbaghali)